# Sylvia Koonz
Sylvia Koonz (Abrantes, 30 de Novembro de 1995), nome artístico de Pedro Delgado, é uma drag queen portuguesa, reconhecida por ter sido a primeira vencedora do concurso Miss Drag Lisboa (2017) e por ter participado nos programas The Voice Portugal (2020), Got Talent Portugal (2020) e All Together Now Portugal (2021).

## Biografia
Natural de Abrantes, mudou-se para Lisboa em 2014, onde frequentou o curso de Sociologia até ao terceiro ano. Após desistir dos seus estudos, a convite de Cher No-Bylzz, estreou-se em conjunto na arte do transformismo, no espetáculo Lugar Às Novas, realizado todas as segundas-feiras no Finalmente Club, com uma performance ao som de Príncipe Encantado da banda portuguesa Comme Restus. Posteriormente, explicou numa entrevista que o nome Sylvia Koonz é inspirado numa música de Lady Gaga e pelo escultor Jeff Koons, tendo o seu alter ego sido criado inicialmente para uma personagem do jogo Second Life.
Com apenas alguns espetáculos realizados como drag queen, ainda em 2017, concorreu à primeira edição do concurso Miss Drag Lisboa, organizado por Miss Moço e Miguel Rita, onde foi selecionada para competir contra outras seis concorrentes. Durante o evento realizado a 10 de Novembro, na Galeria Zé dos Bois, no Bairro Alto, que teve lotação esgotada, Sylvia Koonz foi coroada a primeira vencedora da competição drag em Portugal.
Em 2020, participou no programa The Voice Portugal, onde cantou The Edge of Glory de Lady Gaga. Apesar de ter sido eliminada após a primeira prova cega, a sua atuação trouxe-lhe notariedade e um novo público, atraindo novos seguidores para as suas redes sociais. Aproveitando o ímpeto da sua prestação, nesse mesmo ano participou no concurso Got Talent Portugal, integrando o grupo The Royal House of Trumps ao lado das drag queens e suas colegas de espetáculo Filha da Mãe, Marge Mellow e Lexa Black. Um ano depois, Sylvia Koonz foi convidada para integrar o grupo de 100 jurados do programa All Together Now Portugal, emitido pela TVI e apresentado por Cristina Ferreira.
Atualmente é artista residente na discoteca Trumps, em Lisboa, onde atua desde 2018, sendo também reconhecida pelo público gamer pelo seu canal na plataforma Twitch, onde transmite os jogos League of Legends, Overwatch 2, Fall Guys, Guild Wars 2 e Valorant.